# Вирівнювальний ефект
Вирівнювальний ефект (рос. нивелирующее влияние, англ. leveling effect) —
1. Вирівнювання сили основ Бренстеда протогенними розчинниками.
2. Зменшення величини дії кожної наступної групи при послідовному заміщенні атомів H біля реакційного центра.

## Вирівнювальний ефект розчинника
(англ. solvent leveling)
1. Вирівнювання сил кислот Бренстеда протогенними розчинниками завдяки повному переносові до протофільного розчинника протона вед кислоти сильнішої за спряжену кислоту розчинника (ліоній-йон), пр., вирівнювальна дія води на кислотність {\displaystyle {\ce {HClO4}}}, {\displaystyle {\ce {HCl}}}, {\displaystyle {\ce {HI}}} при їх помірно низьких концентраціях (всі вирівнюються до сили кислоти {\displaystyle {\ce {H3O+}}}).
2. Вирівнювання сили основ Бренстеда протогенними розчинниками до сили {\displaystyle {\ce {OH-}}}. Крім води, типовими вирівнювальними розчинниками є метанол та рідкий аміак.